# Brassy (Nièvre)
Brassy é uma comuna francesa na região administrativa de Borgonha-Franco-Condado, no departamento Nièvre. Estende-se por uma área de 51,73 km². Em 2010 a comuna tinha 638 habitantes (densidade: 12,3 hab./km²).